# Woda – wielka tajemnica

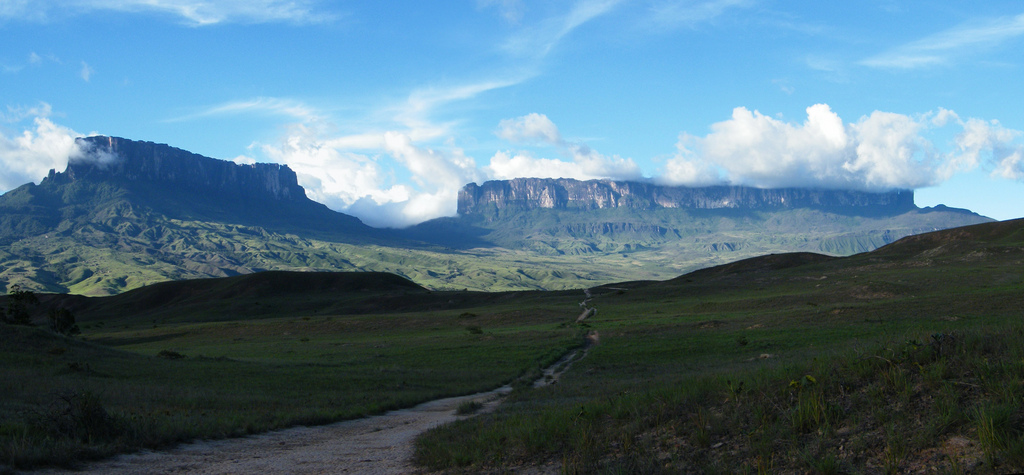
Góra Roraima, z której, według występującego w filmie dr. K. Korotkowa, ma pochodzić woda o największej w świecie „energii”

Woda – wielka tajemnica (ros. Великая тайна воды; dosłowny przekład: „Wielka tajemnica wody”) – pseudonaukowy film dokumentalny z 2006 roku w reżyserii Anastasiji Popowej, zrealizowany w ramach projektu telewizji Rossija 1, którego celem była prezentacja badań właściwości wody i przekonanie widza o istnieniu zjawiska „pamięci wody”.
W filmie pseudonaukowcy i naukowcy z różnych krajów świata (m.in. Masaru Emoto, Leonid Izwiekow, Włail Kaznaczejew, Kurt Wüthrich) przedstawiają swoje poglądy na temat właściwości wody. Do naukowców dołączają się duchowni największych religii (m.in. prawosławny patriarcha moskiewski Cyryl I) i mówią o znaczeniu wody w ich wierze. Wypowiedzi są opatrzone komentarzem narratora, któremu towarzyszy odpowiednio dobrany obraz (kilka razy są to wydarzenia, które miały miejsce w przeszłości). Zaprezentowano też kilka doświadczeń na wodzie (m.in. wykorzystano fotografię kirlianowską i przedstawiono wpływ różnych czynników na strukturę wody). 
Film otrzymał trzy nagrody TEFI w kategoriach: „Film dokumentalny”, „Reżyser telewizyjnego filmu/serialu dokumentalnego” i „Operator telewizyjnego filmu/serialu dokumentalnego” oraz nagrodę „Laur” (ros. «Лавр») w kategorii „Najlepszy film popularnonaukowy”'.
Film był krytykowany przez naukowców oraz dziennikarzy. Działająca przy Rosyjskiej Akademii Nauk „Komisja do walki z pseudonauką” nazwała film paszkwilem na naukę; przyznanie nagród dla filmu uznano za błąd.